# Styrax vilcabambae
Styrax vilcabambae är en storaxväxtart som först beskrevs av D.R. Simpson, och fick sitt nu gällande namn av B. Wallnöfer. Styrax vilcabambae ingår i släktet Styrax och familjen storaxväxter. Inga underarter finns listade i Catalogue of Life.